# Doolboong
Doolboong (někdy též Tulpung nebo Duulngari) je vymřelý austrálský domorodý jazyk, kterým mluvil kmen Doolboongů v oblasti Cambridge gulf na severu Austrálie.

## Zařazení
Neexistují žádné písemné záznamy jazyka, nicméně Gadjerongové (mluvčí jazyka gajirrabeng), kteří žijí nedaleko území Doolboongů tvrdí, že jazyk doolboong byl podobný jazyku gajirrabeng a miriwoong. To by znamenalo, že se jazyk řadí mezi jarrakanské jazyky. Jiné teorie řadí jazyk doolboong do jazykové rodiny worrorranských jazyků.